# 小田切秀人
小田切 秀人（おだぎり ひでと、1964年3月17日 - ）は、指導棋士。指導棋士六段。東京都昭島市出身。

## 人物
- 1977年に佐瀬勇次名誉九段門下で関東奨励会に入会するも、1984年12月に2級で退会。奨励会時代は将棋会館の「子供将棋スクール」の講師を担当する。奨励会退会後の4年間は週刊将棋の記者をつとめ、将棋やカメラなどのライターとなる。
- 1985年に準棋士（現在の指導棋士）初段となる。ライター活動の後国立市のコミュニティセンターでこども将棋教室を開講（現在はセンター廃止にともない閉講）。2001年からは杉並区に「こども将棋教室 棋友館」を開設して指導をしている。
- こどもへの指導者として将棋界では有名であり、指導したこどもは1000人を超えるといわれている。また、指導に関する本を執筆している。

## こども将棋教室 棋友館
- 阿佐ケ谷駅から中杉通りを南へ進んだ通り沿いにある。多面指しによる指導対局のほか、生徒同士の練習対局を行う。未就学児から中学生を主に指導している。
- プロ棋士が来ることもあり、棋友館主催の将棋大会では渡辺明が大会の商品として扇子や色紙を寄贈している。
- 館長や実力のある生徒を中心に団体戦に出場しており、2009年からは日本将棋連盟の正式な支部として棋友館支部が登録されている。
- 漫画『コマコマ』で内容に協力。作中に登場する将棋教室は棋友館をモデルにしている。

## 著書
- 勝つための"受け" : 積極果敢な「受けの達人」になろう! 小田切秀人 著 主婦と生活社 2000 (森内優駿流棋本ブックス)
- 将棋の教え方学び方 : 指導のプロの実践テクニック 小田切秀人 著 毎日コミュニケーションズ 2002
- 羽生善治のこども将棋序盤の指し方入門 小田切秀人 執筆,羽生善治 監修 池田書店 2011
- 羽生善治のやさしいこども将棋入門 : 勝つコツがわかる5つのテクニック 小田切秀人 執筆,羽生善治 監修 池田書店 2011
- 羽生善治のこども将棋終盤の勝ち方入門 小田切秀人 執筆,羽生善治 監修 池田書店 2012
- 羽生善治のこども将棋中盤の戦い方入門 羽生善治 監修,小田切秀人 執筆 池田書店 2012